# Час вовків
«Час вовків» (фр. Le Temps du Loup — дослівно: «час вовка») — антиутопічний постапокаліптичний драматичний фільм 2003 р. австрійського режисера Міхаеля Ганеке. Сюжет розвивається у Франції в невідомому часі та розгортається навколо сім'ї: Жоржа (Даніель Дюваль), Анни (Ізабель Юппер) і двома дітьми, Єва (Анаїс Демустьє) і Бен (Лукас Біскомбе).

## Сюжет
Сталася катастрофа невідомого типу, глядачі тільки знають, що питної води не вистачає, а тваринництво повністю у занепаді. Рятуючись від міста, сім'я приїжджає на свою Батьківщину, в надії знайти притулок і безпеку, проте виявляють, що вона вже зайнята чужими.
Сім'я піддаються нападу з боку незнайомих людей і змушена піти без продуктів і транспорту. Вони звертаються за допомогою до людей, яких вони знали до катастрофи. Врешті-решт, сім'я опиняється на залізничній станції, де вони чекають з іншими в надії, що поїзд зупиниться для них і відвезе їх назад у місто.

## Ролі
- Ізабель Юппер — Анна Лоран
- Беатріс Даль — Ліза Брандт
- Патріс Шеро — Томас Брандт
- Рона Хартнер — Аріна
- Моріс Бенічо — М. Азулай
- Олів'є Гурме — Козловський
- Лукас Біскомбе — Бен
- Даніель Дюваль — Жорж Лоран
- Анаїс Демустьє — Єва

## Прем'єра
Фільм показаний в 2003 році в Каннському кінофестивалі, поза конкуренцією, і на фестивалі у Ситжесі, де він виграв Найкращий сценарій і мав шанси на виграш за Найкращий фільм.